# 45. Międzynarodowy Festiwal Filmowy w Wenecji
45. Międzynarodowy Festiwal Filmowy w Wenecji odbył się w dniach 29 sierpnia – 9 września 1988 roku.
Jury pod przewodnictwem włoskiego reżysera Sergio Leone przyznało nagrodę główną festiwalu, Złotego Lwa, włoskiemu filmowi Legenda o świętym pijaku w reżyserii Ermanno Olmiego. Drugą nagrodę w konkursie głównym, Nagrodę Specjalną Jury, przyznano senegalskiemu filmowi Obóz w Thiaroye w reżyserii Ousmane'a Sembène'a i Thierno Faty Sowa.
Honorowego Złotego Lwa za całokształt twórczości otrzymał holenderski twórca filmów dokumentalnych Joris Ivens.

## Członkowie jury

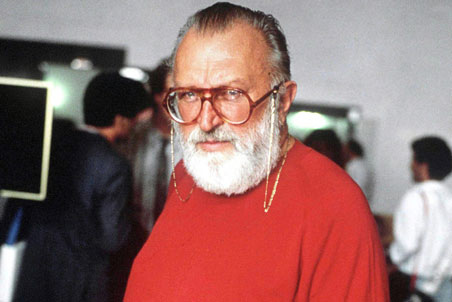
Przewodniczący jury konkursu głównego Sergio Leone

### Konkurs główny
- Sergio Leone, włoski reżyser − przewodniczący jury[3]
- María Julia Bertotto, argentyńska scenografka filmowa
- Klaus Eder, niemiecki krytyk filmowy
- Hannah Fischer, austriacka dziennikarka
- Gilbert de Goldschmidt, francuski producent filmowy
- Adoor Gopalakrishnan, indyjski reżyser
- Lena Olin, szwedzka aktorka
- Natalia Riazancewa, rosyjska scenarzystka
- Harry Dean Stanton, amerykański aktor
- Lina Wertmüller, włoska reżyserka